# Omicidio di Gabriel Grüner e Volker Krämer
Gabriel Grüner e Volker Krämer erano due giornalisti presso la rivista settimanale tedesca Stern, fucilati da soldati jugoslavi in un posto di controllo al Passo Dulje, sul lato occidentale del Kosovo, vicino al villaggio di Dulje, circa 25 km da Prizren. I due giornalisti furono uccisi due giorni dopo la fine della guerra del Kosovo, il 13 giugno 1999.
I giornalisti furono i primi civili ad essere uccisi in un paese NATO durante la guerra. Anche il loro traduttore, Senol Alit, fu ucciso sul posto.

## Gabriel Grüner

### Biografia
Gabriel Grüner (Malles Venosta, 8 agosto 1963 – Dulje, 13 giugno 1999) è stato un giornalista italiano.
Studiò all'Università di Innsbruck, Innsbruck, in Austria. La compagna di Grüner, Beatrix Gerstberger, era incinta di sei mesi al momento della sua morte. Grüner morì il 13 giugno 1999, all'età di 35 anni, e fu sepolto in Italia. Gerstberger, giornalista anche lei, scrisse un libro, dove raccontava la storia del compagno, raccogliendo anche altri aneddoti di donne che hanno perso il loro marito.

### Carriera
Grüner iniziò la sua carriera da giornalista nel 1991, lavorando otto anni prima di essere ucciso. Diffondeva e commentava notizie da tutto il mondo: era stato in Afghanistan, Algeria e Sudan. Ha ricevuto numerosi riconoscimenti per le sue opere, come il World Press Photo Award e la Royal Society of Photography.

## Volker Krämer

### Biografia
Volker Krämer (Hilden, 12 ottobre 1943 – Dulje, 13 giugno 1999) è stato un fotografo e giornalista tedesco.
La sua è una data di nascita probabile; non ci sono fonti a verificarne l'autenticità.
Uno dei suoi compagni di classe dichiara: "Volker ha fatto un lavoro straordinario, è stato capace di lavorare per la Stern per molti anni perché sa scegliere tra i migliori fotografi al mondo, ed era molto bravo nel suo lavoro. È stato anche divertente per lui."
Non sono molte le informazioni che si è riusciti a recuperare sulla sua vita. Fu incoraggiato nella sua carriera dai famigliari, soprattutto dalla madre. La sua vera passione, oltre al giornalismo, era la fotografia. Lui e sua madre viaggiarono insieme, e lui scattò delle foto che lo avevano ispirato. Ha lavorato per la rivista settimanale Stern per diversi anni. Una volta disse: "Quando sono un giornalista, mi muovo nelle vite delle persone normali, e attraverso la fotocamera mi accorgo di quanto a volte sembri assurda e parzialmente divertente.

### Carriera
Krämer ha lavorato per la Stern per circa trenta anni. Iniziò la sua carriera da apprendista, durata tre anni, per la casa editrice Rheinische Post di Düsseldorf. Successivamente venne assunto dalla Stern. Scattò diverse foto per la rivista, rimanendo ispirato con un 'punto di vista unico'. Krämer era attratto dalle zone in crisi, nonostante fossero pericolose per i fotografi e i giornalisti. Svolse un ruolo importante per la rivista, riportando le foto con una settimana di anticipo e dedicando molto del suo tempo libero per migliorarla. Uno dei suoi articoli più famosi si basa sul tema delle nascite in famiglia.

## Morte

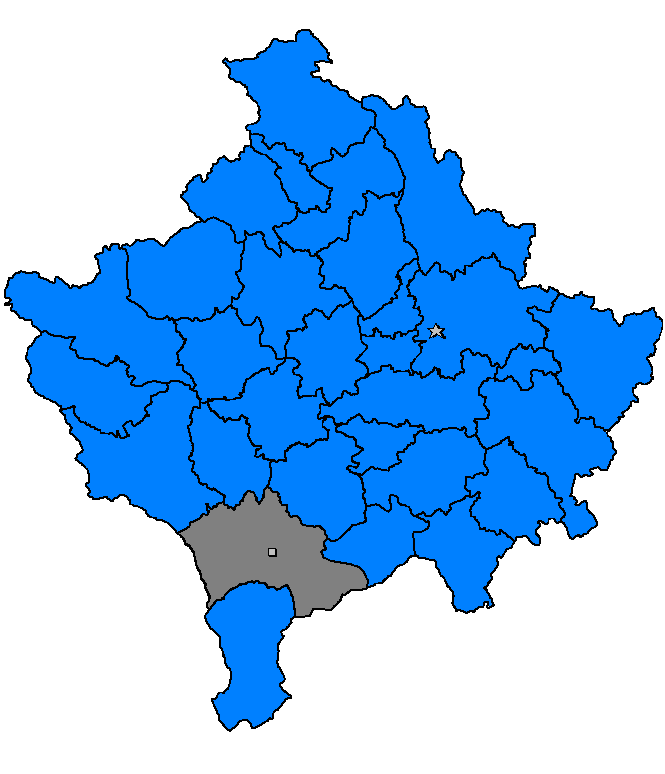
La città di Prizren, indicata con un quadrato, e la capitale del Kosovo, Pristina, indicata con una stella

Il 13 giugno 1999, al passo Dulje, in Kosovo, i due giornalisti furono uccisi a colpi d'arma da fuoco durante un'imboscata.
Mentre tornavano nella "zona sicura" attraverso il passo Dulje, incontrarono una batteria di soldati jugoslavi, che li inseguirono. Un cecchino li colpì durante il loro tentativo di fuga. Krämer morì sul posto, mentre Grüner morì dopo esser stato portato in ospedale.
La coppia era lì per riferire sugli stili di vita tedeschi, e per scattare delle fotografie del paese. Non c'è una causa specifica per la quale siano stati colpiti e uccisi.
Ancora oggi, non si sa se i due furono in possesso di auto non contrassegnate. Guidavano alla ricerca di fosse comuni, scattando fotografie e riportando informazioni e testimonianze. Successivamente persero la via, e cercarono aiuto per tornare a casa.
Si avvicinarono alle truppe jugoslave della NATO, le quali dissero che avrebbero mostrato loro dove si trovassero le fosse comuni e li avrebbero aiutati a tornare a casa. Tuttavia, le truppe non mantennero la parola. La coppia cercò di scappare, senza successo.
Fisicamente incapace di scappare, Krämer fu colpito alla testa e morì sul colpo. Si crede che il suo corpo sia rimasto lì per diverse ore. Un editore di Spiegelau lo fotografò, mantenendo una distanza precauzionale.
Grüner fu ferito gravemente dagli spari. Trovato da dei soldati britannici e portato in ospedale a Tetovo, in Macedonia, fu dichiarato morto nello stesso giorno.

### Impatto
Le morti dei giornalisti sono state molto scioccanti e scoraggianti per la Stern. La coppia, però, non fu la prima a morire sul lavoro per quella rivista. Tuttavia, il loro essere dei componenti chiave del settimanale, ha causato diversi disagi interni. L'evento era inaspettato, e non c'era nessuno che avrebbe potuto sostituire il loro lavoro e tempo dedicato alla rivista. 
Dopo la loro morte, i due giornalisti furono ricordati e onorati durante una cerimonia organizzata dalla Stern.
Una mostra fotografica, chiamata Volker Krämer: Begegnungen, riporta più di novanta foto scattate dal fotografo tedesco.
È presente una lastra memoriale per Grüner e Krämer al Passo Dulje, in Kosovo.

### Reazione
Dopo l'evento tragico colpente i due giornalisti, la comunità giornalistica ha aperto gli occhi sui pericoli giornalieri che i loro lavoratori devono affrontare per portare a termine un incarico. Si è iniziato a prendere precauzione per i viaggi nei paesi stranieri.
Al momento della loro morte, i due giornalisti non erano al sicuro, poiché, se non uno con l'altro, non avevano nessuno a proteggerli. Al giorno d'oggi, i giornalisti, fotografi e troupe televisive sono sempre scortate da un corpo di sicurezza.
Dopo l'evento, i serbi abitanti in Kosovo temettero che ci potesse essere una violenta e sanguinosa risposta alla sparatoria, e per questo furono chiamate delle truppe per sorvegliare il Passo. Tuttavia, la vendetta non c'è stata.